# Abbaye de Säusenstein
L'abbaye de Säusenstein est une ancienne abbaye cistercienne à Ybbs an der Donau, dans le Land de Basse-Autriche, dans le diocèse de Sankt Pölten.

## Histoire
L'abbaye est fondée par Eberhard V von Walsee, le Landeshauptmann de la Haute-Autriche, et son épouse Anna. En 1333, il y a des négociations avec des ermites de Saint-Augustin, cependant une mésentente avec l'ordre empêche la confirmation du chapitre de religieux.
Eberhard approche les cisterciens. Il invite les moines de l'abbaye de Zwettl qui ne donnent pas suite pour des raisons inconnues. Il signe un acte de fondation en 1336 avec ceux de l'abbaye de Wilhering, établissant une filiation. Eberhard s'engage à apporter d'autres soutiens financiers et à défendre l'abbaye d'attaques étrangères.
Le premier abbé nommé Ulrich s'installe en 1337. L'évêque de Passau Gottfried von Weißeneck confirme la fondation en 1344. Le premier abbé meurt le 21 avril 1370 et est enterré dans l'église abbatiale.
Une nouvelle grande église abbatiale est consacrée en 1341. La première église est transformée en salle capitulaire, elle conserve des fresques gothiques. Les grandes donations du fondateur donnent une grande prospérité à l'abbaye.
À la fin du Moyen Âge, l'abbaye subit les guerres ottomanes. En 1526, elle doit donner comme tribut de guerre la moitié de ses objets de valeur. Pendant le siège de Vienne de 1529, elle est victime de pillages. Les documents et objets de valeur les plus importants avaient déjà été portés à Melk. Pour payer un autre tribut de guerre, elle vend un quart de ses domaines et doit emprunter. Le monastère est ruiné, l'abbé Johann est menacé d'être accusé pour outrage.
À l'apparition de la Réforme protestante, ces problèmes s'aggravent avec la perte d'influence spirituelle. Après l'expansion de la Réforme, l'amélioration économique des conditions du monastère revient lentement, le nombre de moines augmente. En 1703, un incendie détruit en grande partie les bâtiments de l'abbaye. Elle sera reconstruite jusqu'à la fin du dernier abbé, Andreas Schrappeneder, en 1788. L'abbé Andreas apporte une vie spirituelle et intellectuelle qui donne un attrait pour l'abbaye.
Dans la continuité du Joséphisme, l'empereur François prononce la dissolution des monastères. L'ordre cistercien conteste les nouvelles mesures politiques. Mais quand l'abbé Andreas meurt en 1788, l'élection de son successeur ne peut pas voir lieu. Sans abbé, le monastère n'a plus de représentant. Le 21 mai 1789, l'abbaye est fermée, l'abbé de Seitenstetten Ambros Rixner est nommé administrateur. Le lendemain, les vingt-deux moines sont convoqués par un commissaire du gouvernement et certains fonctionnaires, ils sont laissés libres de rejoindre une autre abbaye ou de devenir prêtre.
Au moment des guerres de coalition de 1796 à 1800, les bâtiments baroques deviennent un lazaret militaire. En 1797, trois cents soldats français sont parqués dans l'église et le cloître, la dysenterie apparaît et tue beaucoup d'entre eux. En 1800 et 1801, les troupes bonapartistes viennent à Säusenstein, extorquent les administrateurs de l'ancienne abbaye, volent les objets de valeur et vendent les bâtiments. L'église est profanée lors d'une orgie et l'orgue détruit. On y dépose de la paille et du bois auquel on met le feu. Quand les habitants viennent pour éteindre l'incendie, ils sont rabroués par les soldats. L'armée française revient au cours de la Troisième Coalition en 1805 et de la Cinquième Coalition en 1809 et refont les mêmes choses.

## Laïcisation
Lorsque l'abbé de Seitenstetten, administrateur de Säusenstein, meurt en 1812, l'État reprend possession des bâtiments en 1815 et les revend en 1825 à Jakob Bernklau qui démonte des bâtiments pour revendre les pierres. Il revend le monastère deux ans après, l'abbaye appartient par la suite à des bourgeois et des membres de l'aristocratie qui lui donnent le nom de château. En 1856, des bâtiments sont détruits pour permettre la construction de la ligne de l'Ouest. Le dernier propriétaire privé, la famille Edleditsch, vend l'abbaye au Reich allemand.
Entre 1939 et 1945, l'abbaye accueille un institut de recherche agronomique. Après la Seconde Guerre mondiale, elle est occupée par l'armée soviétique, une étoile rouge peinte sur le plafond du réfectoire d'été témoigne de cette présence. En 1955, l'Österreichische Bundesforste récupère le monastère pour son domaine forestier. Il est loué à des familles voisines et pas entretenu.
Le 25 mai 1979, l'artiste mystique Luise Wittmann achète l'abbaye et travaille avec son fils Karl, architecte, à la restauration des murs et du parc de deux hectares en créant une fondation qui réunit de nombreux amis et artistes. Elle en fait un lieu culturel, organise des expositions, des lectures et des concerts ainsi que la visite du lieu.